# Strzyżów
Strzyżów este un oraș în Polonia.